# 31690 Nayamenezes
31690 Nayamenezes è un asteroide della fascia principale. Scoperto nel 1999, presenta un'orbita caratterizzata da un semiasse maggiore pari a 3,1986382 UA e da un'eccentricità di 0,1369885, inclinata di 0,12597° rispetto all'eclittica.